# 秋田家庭裁判所
秋田家庭裁判所（あきたかていさいばんしょ）は、秋田県秋田市にある日本の家庭裁判所の一つで、秋田県を管轄している。略称は、秋田家裁（あきたかさい）。能代・本荘・大館・横手・大曲に支部を、鹿角・角館に出張所を置いている。
秋田家庭裁判所の本庁・支部は秋田地方裁判所の本庁・支部に併設されている。また、本庁・支部・出張所のいずれにも簡易裁判所が併設されている。

## 所在地
- 本庁：秋田県秋田市山王7丁目1-1  北緯39度43分6.7秒 東経140度6分1.5秒 / 北緯39.718528度 東経140.100417度
秋田新幹線, JR奥羽線, 羽越線, 男鹿線 秋田駅から県庁･市役所方面行きバスに乗車，県庁･市役所前バス停または八橋市民広場前･裁判所前バス停で下車(所要時間約20分)
駅からは徒歩で約30分，タクシーで約15分
- 能代支部：秋田県能代市上町1-15　北緯40度12分42.1秒 東経140度1分40.4秒 / 北緯40.211694度 東経140.027889度
JR五能線 能代駅から徒歩約15分
- 本荘支部：秋田県由利本荘市瓦谷地21　北緯39度23分9秒 東経140度2分41.4秒 / 北緯39.38583度 東経140.044833度
JR羽越線, 由利高原鉄道鳥海山ろく線 羽後本荘駅 本荘市循環バスに乗車，鶴舞会館前で下車徒歩3分 駅からは徒歩約20分
- 大館支部：秋田県大館市中城15　北緯40度16分16.7秒 東経140度33分54.6秒 / 北緯40.271306度 東経140.565167度
JR奥羽線, 花輪線 大館駅 大町方面行きバス乗車，秋北バスターミナルで下車(所要時間約10分) 駅からは徒歩約45分，タクシーで約15分
JR花輪線 東大館駅から徒歩約15分
- 横手支部：秋田県横手市城南町2-1　北緯39度19分3.9秒 東経140度34分18秒 / 北緯39.317750度 東経140.57167度
JR奥羽線, 北上線 横手駅 大曲行きバスに乗車，｢郵便局前｣で下車(所要時間約5分) 同バス停から徒歩5分 市内線バスに乗車，｢横手南小学校前｣で下車(所要時間約5分)
駅からは徒歩約25分，タクシーで約15分
- 大曲支部：秋田県大仙市大曲日の出町1丁目20-4　北緯39度26分50.9秒 東経140度28分31秒 / 北緯39.447472度 東経140.47528度
秋田新幹線, JR奥羽線, 田沢湖線 大曲駅 横手バスターミナル行きバスに乗車，｢大曲農業高校前｣で下車徒歩約10分 駅からは徒歩約30分
- 鹿角出張所:秋田県鹿角市花輪字下中島1-1  北緯40度11分27.9秒 東経140度47分7.3秒 / 北緯40.191083度 東経140.785361度
JR花輪線 鹿角花輪駅から徒歩約3分
- 角館出張所:秋田県仙北市角館町小館77-4  北緯39度35分21秒 東経140度33分44.5秒 / 北緯39.58917度 東経140.562361度
秋田新幹線, JR田沢湖線, 秋田内陸縦貫鉄道秋田内陸線 角館駅から徒歩約20分, タクシーで約10分

## 管轄
- 本庁
  - 秋田市、潟上市、南秋田郡五城目町、八郎潟町、井川町、大潟村、男鹿市
- 本荘支部
  - 由利本荘市、にかほ市
- 能代支部
  - 能代市、山本郡藤里町、三種町、八峰町
- 大館支部
  - 大館市、北秋田市、北秋田郡上小阿仁村、鹿角市、鹿角郡小坂町
- 大曲支部
  - 大仙市、仙北郡美郷町、仙北市
- 横手支部
  - 横手市、湯沢市、雄勝郡羽後町、東成瀬村

※ただし、本荘・能代の各支部の合議事件・少年事件は本庁で、横手支部管内の合議事件は大曲支部でそれぞれ取り扱う。

## 歴代所長
秋田家庭裁判所の所長は秋田地方裁判所の所長を兼任している。秋田地方裁判所#歴代所長を参照。